# Карл Вільгельм Шеєле
Карл Ві́льгельм Ше́єле (нім. Carl Wilhelm Scheele); 9 грудня 1742, Штральзунд, Німеччина, — 21 травня 1786 , Чепінг, Швеція) — шведський хімік, з 1775 року — член Королівської шведської академії наук. За освітою і фахом — фармацевт. Працював в аптеках різних міст Швеції, де і проводив хімічні дослідження з 1757 року.

## Відкриття

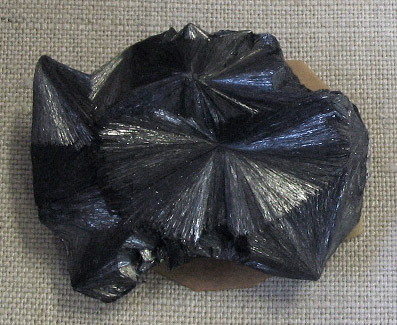
Піролізит чи MnO_{2}.

Шеєле відкрив багато неорганічних та органічних речовин.
- У 1774 році показав, що піролюзит (природний двоокис марганцю, що вважався різновидом магнітного залізняку) є сполукою невідомого металу.
- Отримав хлор дією соляної кислоти на піролюзит при нагріванні, 1774 рік;
- Отримав гліцерин дією оксидів свинцю на рослинні і тваринні жири;
- Отримав з природних мінералів молібденіту і шеєліту — відповідно оксиди молібдену (1778) і вольфраму (1781).
- Відкрив тетрафторид кремнію (1771), оксид барію (1774), арсин (1775), ряд кислот: винну (1769), кремнійфтористоводневу та плавикову (1771), миш'якову кислоту (1775), щавлеву (1776), молочну (1780), синильну (1782), лимонну (1784) та ін.
- У 1769 розробив спосіб виробництва фосфору з попелу, що утворюється при випаленні кісток. Виявив здатність свіжопрожареного деревного вугілля поглинати гази (1777, одночасно з Фонтану Феліче).

У праці «Хімічний трактат про повітря і вогонь» Шеєле описав отримання та властивості «вогняного повітря» і зазначив, що атмосферне повітря складається з двох «видів повітря»: «вогняного» — кисню і «флогістірованного» — азоту. Проте пріоритет відкриття кисню належить Джозефу Прістлі (1774), тому що праця Шеєле була опублікована тільки у 1777 році. Найвизначніша праця Карла Вільгема Шеєле «Хімічний трактат про повітря і вогонь» з 1768—1773 роках.

## Останні дні життя
Восени 1785 року Шеєле захворів. 19 травня 1786 року він одружився зі своєю домогосподаркою Сарою Поль, а 21 травня помер. Про його смерть було багато вигадок. Думають що курйозна пристрасть Шеєле пробувати на смак все, з чим він мав справу (в ті роки при описі речовини необхідно було в обов'язковому порядку вказувати її смак), коштувало йому життя. Його знайшли мертвим на своєму робочому місці в оточенні маси отруйних реактивів; деякі джерела приписують його смерть від синильної кислоти.